# Денис Шаповалов
Денис Шаповалов (англ. Denis Shapovalov, івр. דניס שפובלוב, рос. Денис Викторович Шаповалов)  — канадський тенісист. Син української тренерки з тенісу, колишньої професійної тенісистки, львів'янки Тесси Шаповалової.

## Значні фінали

### Фінали ATP Masters 1000

#### Одиночний розряд: 1 фінал
| Результат | Рік  | Турнір        | Поверхня | Супротивник    | Рахунок  |
| --------- | ---- | ------------- | -------- | -------------- | -------- |
| Поразка   | 2019 | Paris Masters | Хард     | Новак Джокович | 3–6, 4–6 |

## Фінали турнірів ATP

### Одиночний розряд: 9 (3 титули, 5 поразок)
| Легенда                      |
| ---------------------------- |
| Турніри Великого шлему (0–0) |
| Тур ATP Мастерс 1000 (0–1)   |
| Тур ATP 500 (1–1)            |
| Тур ATP 250 (3–3)            |

| Фінали за покриттям |
| ------------------- |
| Тверде (4–4)        |
| Ґрунт (0–1)         |
| Трава (0–0)         |

| Фінали за типом корту |
| --------------------- |
| Відкритий корт (1–2)  |
| Закритий корт (3–3)   |

| Результат | В-П | Дата     | Турнір                                                 | Категорія | Покриття   | Опонент              | Рахунок       |
| --------- | --- | -------- | ------------------------------------------------------ | --------- | ---------- | -------------------- | ------------- |
| Перемога  | 1–0 | Жов 2019 | Stockholm Open, Швеція                                 | ATP 250   | Тверде (i) | Філіп Країнович      | 6–4, 6–4      |
| Поразка   | 1–1 | Лис 2019 | Мастерс Париж, Франція                                 | ATP 1000  | Тверде (i) | Новак Джокович       | 3–6, 4–6      |
| Поразка   | 1–2 | Тра 2021 | Geneva Open, Швейцарія                                 | ATP 250   | Ґрунт      | Каспер Рууд          | 6–7(6–8), 4–6 |
| Поразка   | 1–3 | Лис 2021 | Stockholm Open, Швеція                                 | ATP 250   | Тверде (i) | Томмі Пол            | 4–6, 6–2, 4–6 |
| Поразка   | 1–4 | Жов 2022 | Hansol Korea Open Tennis Championships, Південна Корея | ATP 250   | Тверде     | Йосіхіто Нісіока     | 4–6, 6–7(5–7) |
| Поразка   | 1–5 | Жов 2022 | Vienna Open, Австрія                                   | ATP 500   | Тверде (i) | Данило Медведєв      | 6–4, 3–6, 2–6 |
| Перемога  | 2–5 | Лис 2024 | Belgrade Open, Сербія                                  | ATP 250   | Тверде (i) | Хамад Меджедович     | 6–4, 6–4      |
| Перемога  | 3–5 | Лют 2025 | Dallas Open, США                                       | ATP 500   | Тверде (i) | Каспер Рууд          | 7–6(7–5), 6–3 |
| Перемога  | 4–5 | Лип 2025 | Los Cabos Open, Мексика                                | ATP 250   | Тверде     | Александар Ковачевич | 6–2, 6–4      |

### Парний розряд: 2 (2 поразки)
| Легенда          |
| ---------------- |
| Grand Slam (0–0) |
| ATP 1000 (0–0)   |
| ATP 500 (0–0)    |
| ATP 250 (0–2)    |

| Фінали за покриттям |
| ------------------- |
| Тверде (0–1)        |
| Ґрунт (0–0)         |
| Трава (0–1)         |

| Фінали за типом корту |
| --------------------- |
| Відкритий корт (0–2)  |
| Закритий корт (0–0)   |

| Результат | В-П | Дата     | Турнір                       | Категорія | Покриття | Партнер       | Опоненти                          | Рахунок       |
| --------- | --- | -------- | ---------------------------- | --------- | -------- | ------------- | --------------------------------- | ------------- |
| Поразка   | 0–1 | Чер 2019 | Stuttgart Open, Німеччина    | ATP 250   | Трава    | Роган Бопанна | Джон Пірс (тенісист) Бруно Соарес | 5–7, 3–6      |
| Поразка   | 0–2 | Лют 2022 | Qatar ExxonMobil Open, Катар | ATP 250   | Тверде   | Роган Бопанна | Веслі Колгоф Ніл Скупскі          | 6–7(4–7), 1–6 |

## Юніорські фінали турнірів Великого шолома

### Одиночний розряд: 1 титул
| Результат | Рік  | Турнір    | Поверхня | Супротивник    | Рахунок       |
| --------- | ---- | --------- | -------- | -------------- | ------------- |
| Перемога  | 2016 | Wimbledon | Трава    | Алекс де Мінор | 4–6, 6–1, 6–3 |

### Пари: 2 (1 титул)
| Результат | Рік  | Турнір    | Поверхня | Партнер             | Супротивники                   | Рахунок       |
| --------- | ---- | --------- | -------- | ------------------- | ------------------------------ | ------------- |
| Перемога  | 2015 | US Open   | Хард     | Фелікс Оже-Аліассім | Брендон Голт Райлі Сміт        | 7–5, 7–6(7–3) |
| Поразка   | 2016 | Wimbledon | Трава    | Фелікс Оже-Аліассім | Кеннет Райсма Стефанос Ціціпас | 6–4, 4–6, 2–6 |